# Selenia centripetala
Selenia centripetala là một loài bướm đêm trong họ Geometridae.